# Baunatal
Baunatal ist eine Mittelstadt im nordhessischen Landkreis Kassel. Sie entstand am 1. Januar 1964 durch den Zusammenschluss der ehemals selbständigen Gemeinden Altenbauna, Altenritte, Großenritte und Kirchbauna in der Folge der Ansiedlung eines Werkes der Volkswagen AG im Jahre 1957 in Altenbauna. Später kamen noch die Dörfer Hertingshausen, Rengershausen und Guntershausen hinzu. Namensgebend ist der Fulda-Nebenfluss Bauna.

## Geographie

### Geographische Lage

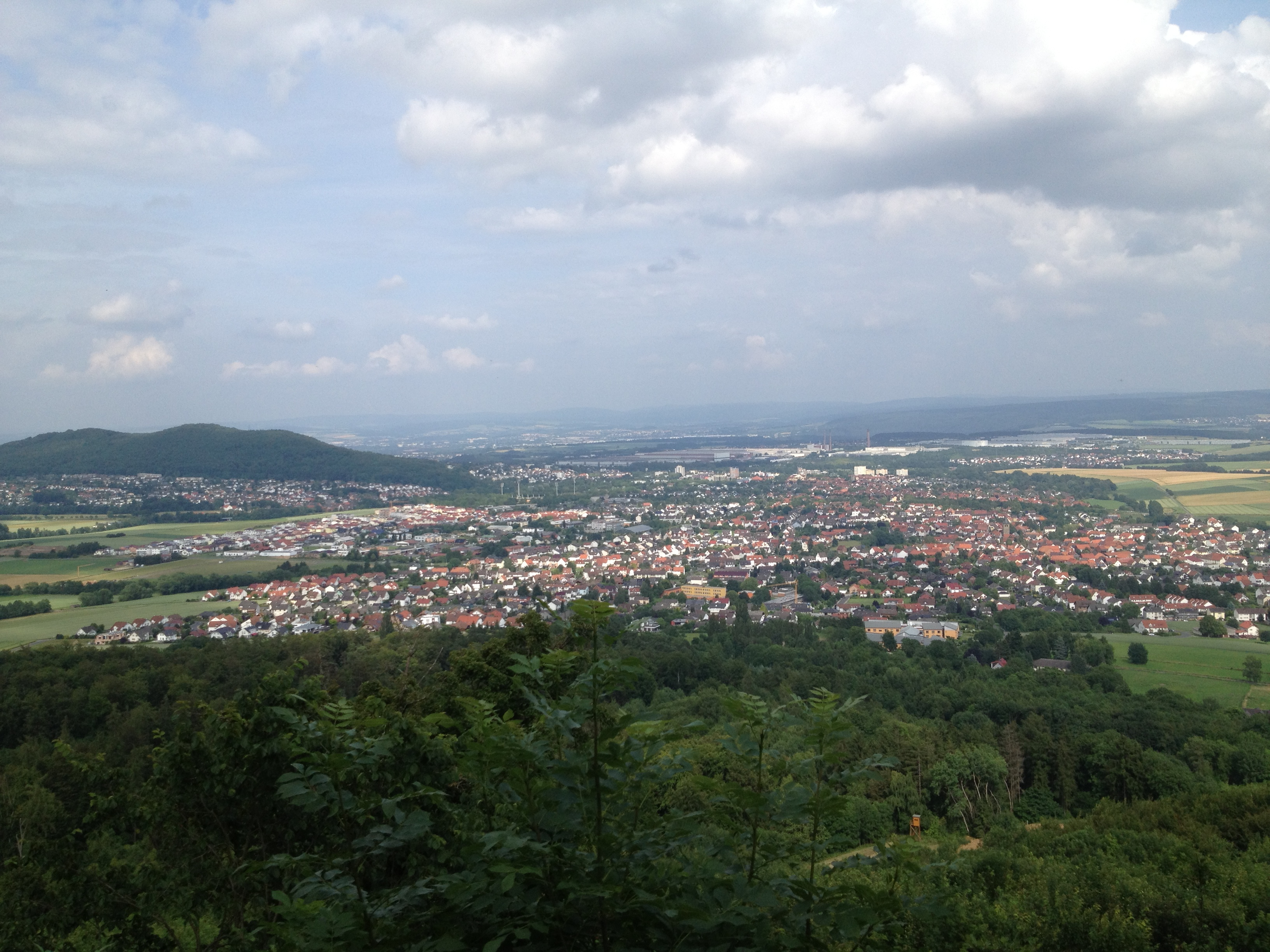
Baunatal vom Burgberg aus gesehen.

Die Stadt liegt unmittelbar südlich von Kassel und westlich des Tales der Fulda. Der Westen und Nordwesten des Gemeindegebietes gehen über in das Habichtswälder Bergland (Naturpark Habichtswald) mit dem Höhenzug Langenberg (Westen) und dem Baunsberg (413,4 m ü. NN) im Norden, einem Südausläufer des Hohen Habichtswaldes, an dessen West-, Süd- und Osthängen sich die bewohnten Ortsteile ausbreiten. Von Nordwesten nach Südosten wird das Stadtgebiet von der namensgebenden Bauna durchflossen, die beim Stadtteil Guntershausen von links in die von Süden kommende Fulda mündet. Im Baunataler Stadtgebiet münden in die Bauna von Westen kommend die Lützel und die Leisel. Etwa nordwestlich des Stadtteils Altenritte befindet sich an der Bauna für den städtischen Hochwasserschutz der Polder Schefferfeld.

### Nachbargemeinden
Baunatal grenzt im Norden an die Gemeinde Schauenburg (Landkreis Kassel) und die kreisfreie Stadt Kassel, im Osten an die Gemeinde Fuldabrück (Landkreis Kassel), im Südosten an die Gemeinde Guxhagen, sowie im Süden an die Gemeinde Edermünde und Westen an die Kleinstadt Niedenstein (alle drei im Schwalm-Eder-Kreis).

## Geschichte

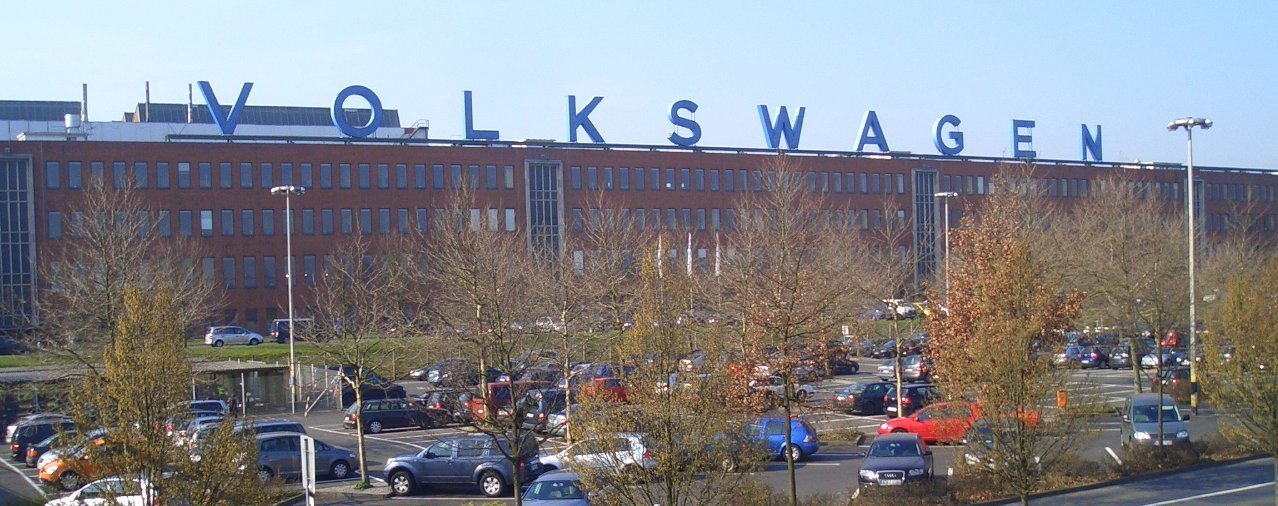
Nordfassade des Volkswagenwerks zwischen Baunsberg und Knallhütte

### Ortsgeschichte
Das Volkswagenwerk Kassel siedelte sich 1957 auf dem ehemaligen Gelände der Henschel Flugmotorenbau im jetzigen Stadtteil Altenbauna an. Schon 1959 begann Volkswagen mit der Produktion, bereits ein Jahr später arbeiteten über 6000 Menschen im neuen VW-Werk.
Durch diese rasante Entwicklung in der Gemeinde Altenbauna war es wichtig, neue Kooperationen einzugehen, da durch die Werksansiedlung auch ein verstärkter Zuzug zu verzeichnen war. Dies bedeutete, dass eine entsprechende Wohninfrastruktur geschaffen werden musste. So entstand durch den Zusammenschluss der ehemals selbständigen Gemeinden Altenbauna, Altenritte und Kirchbauna am 1. Januar 1964 die damalige Gemeinde Baunatal.
Am 1. Juli 1966 fusionierten die Gemeinden Baunatal und Großenritte zur erweiterten Gemeinde Baunatal. Die hessische Landesregierung verlieh dieser neu gebildeten Kommune die Stadtrechte. Die Urkunde wurde vom damaligen hessischen Innenminister Heinrich Schneider überbracht. Damit war die Stadt Baunatal geboren. Erster Bürgermeister wurde Horst Werner. Zu diesem Zeitpunkt hatte die „neue“ Stadt Baunatal bereits 11.705 Einwohner. Im VW-Werk arbeiteten zu diesem Zeitpunkt bereits über 13.400 Menschen.
Hessische Gebietsreform (1970–1977)

Stadtteile von Baunatal

Im Zuge der Gebietsreform in Hessen wurde die bis dahin selbstständige Gemeinde Hertingshausen am 1. Oktober 1971 auf freiwilliger Basis in die Stadt Baunatal eingemeindet. Am 1. August 1972 folgte kraft Landesgesetz die Gemeinde Buchenhagen, die am 1. September 1970 durch den Zusammenschluss der ehemals selbständigen Gemeinden Guntershausen und Rengershausen entstanden war.
Ortsbezirke nach der Hessischen Gemeindeordnung wurden nicht errichtet.

### Bevölkerung

#### Einwohnerstruktur 2011
Nach den Erhebungen des Zensus 2011 lebten am Stichtag, dem 9. Mai 2011, in Baunatal 27.378 Einwohner. Darunter waren 1621 (5,9 %) Ausländer, von denen 386 aus dem EU-Ausland, 898 aus anderen europäischen Ländern und 330 aus anderen Staaten kamen. Von den deutschen Einwohnern hatten 24,6 % einen Migrationshintergrund. (Bis zum Jahr 2020 erhöhte sich die Ausländerquote auf 8,8 %.) Nach dem Lebensalter waren 4479 Einwohner unter 18 Jahren, 10.866 waren zwischen 18 und 49, 5844 zwischen 50 und 64 und 6186 Einwohner waren älter. Die Einwohner lebten in 12.363 Haushalten. Davon waren 3690 Singlehaushalte, 4155 Paare ohne Kinder und 3661 Paare mit Kindern, sowie 1041 Alleinerziehende und 216 Wohngemeinschaften. In 3024 Haushalten lebten ausschließlich Senioren und in 8157 Haushaltungen leben keine Senioren.

#### Einwohnerentwicklung
| Baunatal: Einwohnerzahlen von 1834 bis 2020 | Baunatal: Einwohnerzahlen von 1834 bis 2020 | Baunatal: Einwohnerzahlen von 1834 bis 2020 | Baunatal: Einwohnerzahlen von 1834 bis 2020 | Baunatal: Einwohnerzahlen von 1834 bis 2020 |
| --- | ------------------------------------------- | ------------------------------------------- | ------------------------------------------- | ------------------------------------------- |
| Jahr |                                             |                                             |                                             | Einwohner                                   |
| 1834 | 1834                                        |                                             | 1.921                                       | 1.921                                       |
| 1840 | 1840                                        |                                             | 2.035                                       | 2.035                                       |
| 1846 | 1846                                        |                                             | 2.143                                       | 2.143                                       |
| 1852 | 1852                                        |                                             | 2.256                                       | 2.256                                       |
| 1858 | 1858                                        |                                             | 2.212                                       | 2.212                                       |
| 1864 | 1864                                        |                                             | 2.271                                       | 2.271                                       |
| 1871 | 1871                                        |                                             | 2.321                                       | 2.321                                       |
| 1875 | 1875                                        |                                             | 2.283                                       | 2.283                                       |
| 1885 | 1885                                        |                                             | 2.457                                       | 2.457                                       |
| 1895 | 1895                                        |                                             | 2.535                                       | 2.535                                       |
| 1905 | 1905                                        |                                             | 3.007                                       | 3.007                                       |
| 1910 | 1910                                        |                                             | 3.217                                       | 3.217                                       |
| 1925 | 1925                                        |                                             | 3.680                                       | 3.680                                       |
| 1939 | 1939                                        |                                             | 4.686                                       | 4.686                                       |
| 1946 | 1946                                        |                                             | 6.209                                       | 6.209                                       |
| 1950 | 1950                                        |                                             | 6.250                                       | 6.250                                       |
| 1956 | 1956                                        |                                             | 6.044                                       | 6.044                                       |
| 1961 | 1961                                        |                                             | 6.933                                       | 6.933                                       |
| 1967 | 1967                                        |                                             | 12.164                                      | 12.164                                      |
| 1972 | 1972                                        |                                             | 19.300                                      | 19.300                                      |
| 1975 | 1975                                        |                                             | 19.794                                      | 19.794                                      |
| 1980 | 1980                                        |                                             | 21.366                                      | 21.366                                      |
| 1985 | 1985                                        |                                             | 22.813                                      | 22.813                                      |
| 1990 | 1990                                        |                                             | 24.941                                      | 24.941                                      |
| 1995 | 1995                                        |                                             | 26.845                                      | 26.845                                      |
| 2000 | 2000                                        |                                             | 28.020                                      | 28.020                                      |
| 2005 | 2005                                        |                                             | 27.943                                      | 27.943                                      |
| 2010 | 2010                                        |                                             | 27.642                                      | 27.642                                      |
| 2011 | 2011                                        |                                             | 27.378                                      | 27.378                                      |
| 2015 | 2015                                        |                                             | 27.617                                      | 27.617                                      |
| 2020 | 2020                                        |                                             | 27.915                                      | 27.915                                      |
| Datenquelle: Historisches Gemeindeverzeichnis für Hessen: Die Bevölkerung der Gemeinden 1834 bis 1967. Wiesbaden: Hessisches Statistisches Landesamt, 1968. Weitere Quellen: LAGIS; Hessisches Statistisches Informationssystem; Zensus 2011 |                                             |                                             |                                             |                                             |

## Religion

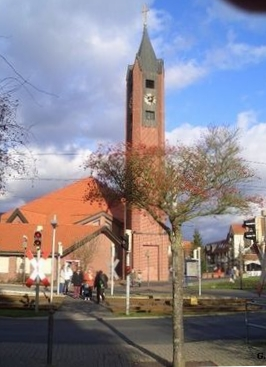
Katholische Kirche Christus Erlöser Baunatal-Altenbauna

Bis zur Reformation gehörte Baunatal ebenso wie Kassel kirchlich dem Erzbistum Mainz an. Mit der Einführung der Reformation in der Landgrafschaft Hessen nach der Homberger Synode im Jahre 1526 wurde die Bevölkerung protestantisch. Auch heute ist der überwiegende Teil der Bevölkerung evangelisch. Es existiert neben acht Gemeinden der Evangelischen Kirche von Kurhessen-Waldeck auch eine katholische Kirchengemeinde, nachdem den Katholiken in Hessen-Kassel im 18. Jahrhundert wieder erlaubt wurde, Gottesdienste zu halten.
Daneben gibt es auch eine baptistische, eine selbständige evangelisch-lutherische, eine neuapostolische Kirchengemeinde und eine Gemeinde der Zeugen Jehovas sowie einen buddhistischen Glaubenskreis. Zudem bestehen mehrere muslimische Gebetshäuser und Gemeinden, die seit einigen Jahrzehnten aktiv sind.

### Religionszugehörigkeit
| • 1987: | 15.979 evangelische (= 68,5 %), 3824 katholische (= 16,4 %), 3507 sonstige (= 15,1 %) Einwohner |
| • 2011: | 14.930 evangelische (= 54,5 %), 4350 katholische (= 15,9 %), 8100 sonstige (= 29,6 %) Einwohner |

## Politik

### Stadtverordnetenversammlung
Die Kommunalwahl am 14. März 2021 lieferte folgendes Ergebnis, in Vergleich gesetzt zu früheren Kommunalwahlen:
| Stadtverordnetenversammlung – Kommunalwahlen 2021                                                                            | Stadtverordnetenversammlung – Kommunalwahlen 2021                        |
| --- | ------------------------------------------------------------------------ |
| Stimmenanteil in %Wahlbeteiligung 42,8 % 706050403020100 50,9 (−10,5)21,7 (+2,1)19,5 (+9,0)8,0 (−0,5) SPDCDUGrüneFDP20162021 | SitzverteilungInsgesamt 45 Sitze - SPD: 23 - Grüne: 9 - FDP: 3 - CDU: 10 |

| Parteien und Wählergemeinschaften | Parteien und Wählergemeinschaften           | % 2021 | Sitze 2021 | % 2016 | Sitze 2016 | % 2011 | Sitze 2011 | % 2006 | Sitze 2006 | % 2001 | Sitze 2001 |
| SPD                               | Sozialdemokratische Partei Deutschlands     | 50,9   | 23         | 61,4   | 27         | 63,2   | 28         | 64,2   | 29         | 62,2   | 28         |
| CDU                               | Christlich Demokratische Union Deutschlands | 21,7   | 10         | 19,6   | 9          | 21,2   | 10         | 28,6   | 13         | 26,4   | 12         |
| Grüne                             | Bündnis 90/Die Grünen                       | 19,5   | 9          | 10,5   | 5          | 13,6   | 6          | 3,0    | 1          | 7,1    | 3          |
| FDP                               | Freie Demokratische Partei                  | 8,0    | 3          | 8,5    | 4          | 2,1    | 1          | 4,2    | 2          | 4,3    | 2          |
| Gesamt                            | Gesamt                                      | 100,0  | 45         | 100,0  | 45         | 100,0  | 45         | 100,0  | 45         | 100,0  | 45         |
| Wahlbeteiligung in %              | Wahlbeteiligung in %                        | 42,8   | 42,8       | 46,2   | 46,2       | 49,8   | 49,8       | 42,9   | 42,9       | 53,1   | 53,1       |

#### Stadtverordnetenvorsteher
Die SPD hatte im Stadtparlament in der Wahlperiode 2016–2021 26 Sitze, aber nur 17 wählten am 3. Februar 2020 die von der SPD-Fraktion vorgeschlagene Kandidatin. Dafür wurde der parteilose Gegenkandidat Henry Richter aus Baunatal-Hertingshausen mit 19 Stimmen Sieger und neuer Stadtverordnetenvorsteher.

### Weitere Wahlen
In der folgenden Tabelle sind die Ergebnisse von Bundestags-, Landtags- und Europawahlen in Baunatal dargestellt.
| Jahr | Wahl           | Wbt. | CDU  | SPD  | AfD  | Grüne | FDP  | Linke1 | Sonst. |
| ---- | -------------- | ---- | ---- | ---- | ---- | ----- | ---- | ------ | ------ |
| 2024 | Europawahl     | 61,6 | 26,0 | 26,6 | 16,0 | 9,7   | 4,6  | 1,9    | 15,2   |
| 2023 | Landtagswahl   | 64,7 | 28,5 | 25,0 | 22,5 | 10,5  | 4,3  | 2,7    | 6,5    |
| 2021 | Bundestagswahl | 74,7 | 18,2 | 39,4 | 10,0 | 11,3  | 11,4 | 3,5    | 6,2    |
| 2019 | Europawahl     | 53,4 | 21,3 | 32,4 | 9,4  | 19,8  | 4,7  | 4,1    | 8,3    |
| 2018 | Landtagswahl   | 65,0 | 20,5 | 39,2 | 12,0 | 14,9  | 5,0  | 4,5    | 3,9    |
| 2017 | Bundestagswahl | 76,8 | 25,1 | 36,8 | 11,4 | 6,8   | 8,8  | 7,5    | 3,6    |
| 2014 | Europawahl     | 38,6 | 22,3 | 46,2 | 8,3  | 10,2  | 2,6  | 5,6    | 4,8    |
| 2013 | Bundestagswahl | 73,3 | 32,0 | 42,6 | 4,6  | 8,3   | 3,3  | 6,0    | 3,2    |
| 2013 | Landtagswahl   | 73,3 | 30,5 | 46,2 | 3,3  | 8,4   | 2,9  | 5,4    | 3,3    |
| 2009 | Bundestagswahl | 74,5 | 26,2 | 39,0 | —    | 10,1  | 11,6 | 9,1    | 4,0    |
| 2009 | Europawahl     | 34,2 | 28,5 | 42,9 | —    | 10,9  | 8,7  | 3,5    | 5,5    |
| 2009 | Landtagswahl   | 60,5 | 30,5 | 39,3 | —    | 11,0  | 11,5 | 4,9    | 2,8    |
| 2008 | Landtagswahl   | 63,7 | 27,3 | 51,7 | —    | 6,0   | 6,2  | 5,8    | 3,0    |
| 2005 | Bundestagswahl | 81,2 | 26,2 | 51,2 | —    | 7,8   | 7,3  | 5,2    | 2,3    |
| 2004 | Europawahl     | 61,1 | 38,8 | 40,5 | —    | 9,3   | 7,2  | 0,6    | 3,6    |

1 bis 2007: PDS

### Bürgermeister und Magistrat
Nach der hessischen Kommunalverfassung wird der Bürgermeister für eine sechsjährige Amtszeit gewählt, seit dem Jahr 1993 in einer Direktwahl, und ist Vorsitzender des Magistrats, dem in der Stadt Baunatal neben dem Bürgermeister hauptamtlich ein Erster Stadtrat und ehrenamtlich elf weitere Stadträte angehören. Bürgermeister ist seit dem 17. September 2024 Henry Richter. Die Amtsvorgängerin Manuela Strube (SPD) wechselte in ihrer ersten Amtszeit am 18. Januar 2024 mit ihrer Ernennung als Staatssekretärin zum Hessischen Ministerium für Arbeit, Integration, Jugend und Soziales. Seitdem leitete Erster Stadtrat Daniel Jung (SPD) die Stadtverwaltung kommissarisch und die Wahl eines neuen Bürgermeisters musste vorgezogen werden. Henry Richter setzte sich am 30. Juni 2024 in einer Stichwahl bei 42,7 Prozent Wahlbeteiligung mit 58,5 Prozent der Stimmen gegen den Ersten Stadtrat als seinen Mitbewerber durch.
Amtszeiten der Bürgermeister
- 2024–2030 Henry Richter (parteilos)[18]
- 2022–2024 Manuela Strube (SPD)[21] (Amtsantritt 1. Januar 2022, Weggang am 18. Januar 2024 als Staatssekretärin zum HMfAIJS)
- 2018–2021 Silke Engler (SPD)[22]
- 2005–2018 Manfred Schaub (SPD) (Amtsantritt 1. Juni 2005, im Amt verstorben am 20. Mai 2018)
- 1981–2005 Heinz Grenacher (SPD)
- 1975–1981 Hans Joachim Pioch (SPD)
- 1971–1975 Martin Hesse
- 1966–1971 Horst Werner (SPD)

Magistrat
Der Magistrat ist als Kollegialorgan die Verwaltungsbehörde der Stadt. Er besteht aus dem Bürgermeister als Vorsitzenden, dem Ersten Stadtrat und weiteren Stadträten. In der Praxis besteht die weit überwiegende Mehrheit des Magistrats aus ehrenamtlichen Mitgliedern. Die Zahl der hauptamtlichen Stadträte darf die der ehrenamtlichen jedenfalls nicht übersteigen.
Der Magistrat besorgt die laufende Verwaltung und wird von den Bediensteten der Stadt unterstützt. Diese stellt er ein, befördert und entlässt sie. Er trifft die Entscheidungen zu laufenden Verwaltungsangelegenheiten, bereitet gemeinsam mit der Verwaltung die Beschlüsse der Stadtverordnetenversammlung vor und führt diese aus. Er wirkt mit bei der Ausführung der Gesetze und Verordnungen innerhalb der Stadt, bei der Verwaltung des Vermögens, bei der Erstellung des Haushaltsplanes sowie bei der Überwachung des Kassen- und Rechnungswesens. Auch die Wahrung der Bürgerinteressen ist seine Aufgabe. Er vertritt die Gemeinde nach außen, führt den Schriftwechsel und vollzieht die Gemeindeurkunden. Er tagt unter Vorsitz des Bürgermeisters in nicht-öffentlichen Sitzungen. An den Sitzungen der Stadtverordnetenversammlung nimmt der Magistrat ohne Stimmrecht teil.
Die ehrenamtlichen Stadträte werden von der Stadtverordnetenversammlung in oder bald nach der konstituierenden Sitzung für die fünfjährige Wahlperiode in den Magistrat gewählt. Für die Dauer ihrer Wahlzeit werden sie zu Ehrenbeamten ernannt und können zwar zurücktreten, aber im Gegensatz zu hauptamtlichen Magistratsmitgliedern nicht abgewählt werden. Die Stärke der in der Stadtverordnetenversammlung vertretenen Fraktionen spiegelt sich grundsätzlich in der Zusammensetzung des ehrenamtlichen Magistrats wider. Ihre Wahlzeit endet erst mit der Wahl eines neuen Magistrats nach der nächsten Kommunalwahl.
Hauptamtliche Stadträte werden von der Stadtverordnetenversammlung auf die Dauer von sechs Jahren als Wahlbeamte gewählt. In Baunatal gab es zwei hauptamtliche Magistratsmitglieder: Bürgermeisterin Manuela Strube (SPD) und den Ersten Stadtrat Daniel Jung, seit dem 18. November 2019 im Amt. Nach dem Geschäftsverteilungsplan der Bürgermeisterin sind beide als Dezernenten jeweils für einen Teil der Ämter und Fachbereiche der Stadtverwaltung zuständig.

### Städtepartnerschaften
Baunatal ist die Partnerstadt von:
- Vire in der Normandie im Département Calvados in Frankreich seit 1983,
- Sangerhausen in Deutschland seit 1990,
- San Sebastián de los Reyes nahe Madrid in Spanien seit 1990,
- Vrchlabí in Tschechien seit 1991.

In San Sebastián de los Reyes gibt es zu Ehren der deutschen Partnerstadt eine Avenida de Baunatal. Diese wurde 2007 Namensgeberin einer Station auf der damals nach San Sebastián verlängerten U-Bahn-Linie 10 der Metro Madrid. Wie in romanischsprachigen Ländern üblich, wird im Stationsnamen der Zusatz Avenida weggelassen, so dass der Bahnhof schlicht Baunatal heißt. Der Name der nordhessischen Stadt findet sich deshalb, als einziger Stationsname mit deutschem Bezug, auf Tausenden überall in Madrid und in sämtlichen Metrozügen aushängenden Informationsmedien.

### Wappen
Am 27. November 1968 wurde der Stadt Baunatal eine Flagge und ein Wappen mit folgender Blasonierung verliehen: In Rot ein kreuzförmig gestaltetes Vierblatt auf silberner Scheibe.

## Kultur und Sehenswürdigkeiten

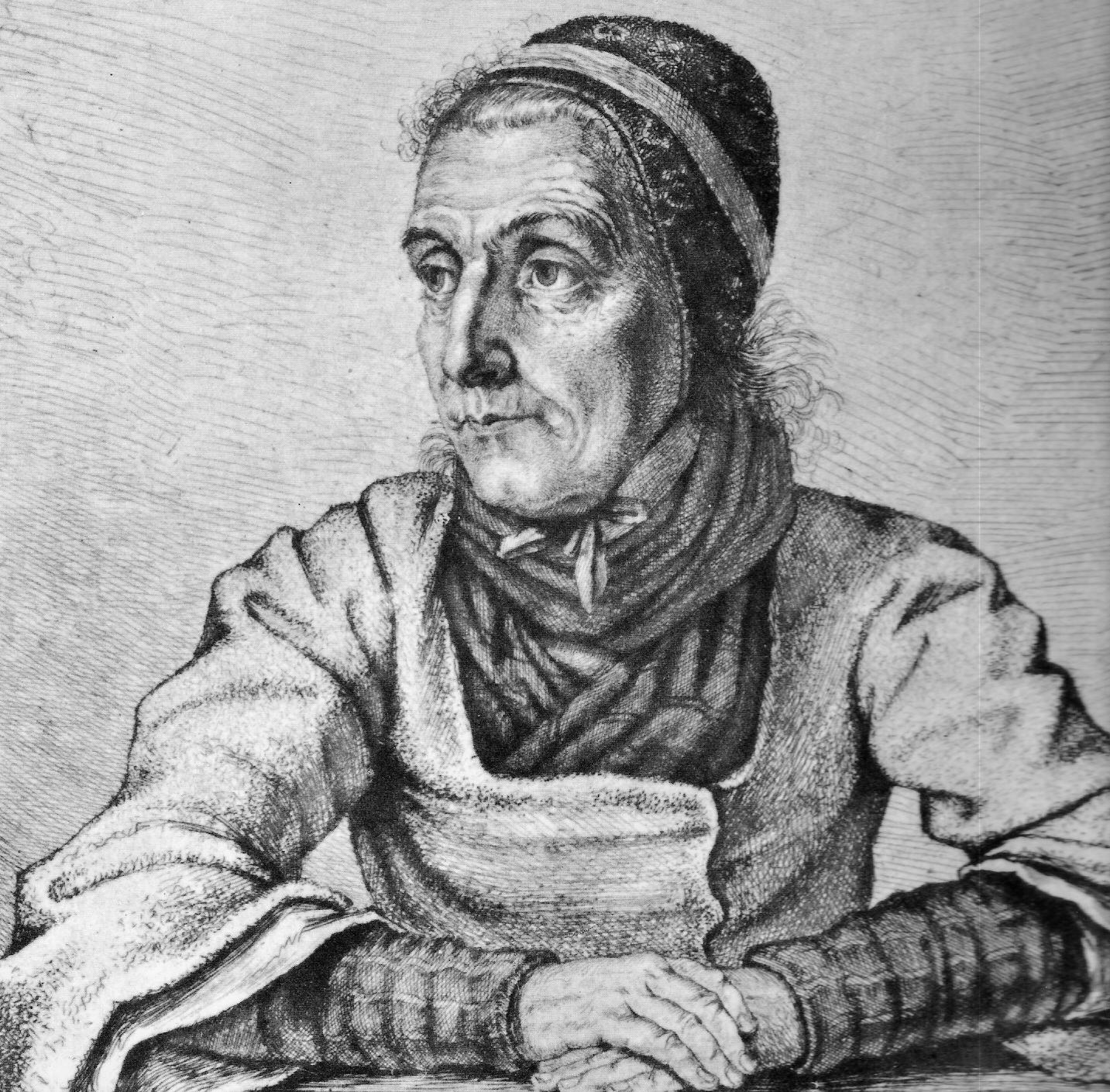
Dorothea Viehmann in einer Radierung von Ludwig Emil Grimm

Der Geburtsort der Märchenerzählerin Dorothea Viehmann (geb. 8. November 1755 in Rengershausen) ist Teil der Deutschen Märchenstraße. Sie ist eine der wichtigsten Quellen der Märchensammlung der Brüder Grimm. Ihre Märchenerzählungen veröffentlichten die zwei Brüder vor allem im zweiten Band ihrer Kinder- und Hausmärchen. Dorothea Viehmann wohnte unweit von Rengershausen in dem Dorf Niederzwehren nahe der Stadt Kassel.
Der Hünstein im Stadtteil Baunatal-Großenritte ist ein Kulturdenkmal in Nordhessen. Der Menhir aus Quarzit war das Zentrum einer rituellen Versammlungsstätte aus dem 4. bis 3. Jahrtausend v. Chr.

### Museen

#### Heimatmuseum Hessenstube
Das Heimatmuseum befindet sich in der Ritterstraße 1 in Baunatal-Altenritte. Das Museum zeigt die Lebens- und Arbeitswelt der Menschen in den agrarisch-handwerklich geprägten Dörfern des Baunatales von der zweiten Hälfte des 19. Jahrhunderts bis in die 1930er Jahre. Vorgestellt werden die Gegenstände aus dem Alltag klein- und unterbäuerlicher Schichten sowie aus dem Landhandwerk. Im 1. Obergeschoss vermitteln ein Wohnschlafzimmer, eine Küche und eine Diele die damaligen Wohnverhältnisse.
Exemplarisch für das Landhandwerk ist die im Untergeschoss eingerichtete Schmiede ausgestattet mit alten Maschinen und Werkzeugen. Die Schuhmacherwerkstatt und die Tischler- und Drechsler-Werkstatt ergänzen das Bild des dörflichen Handwerks aus einer Zeit, als die Schuhe und das Mobiliar noch von Hand gefertigt wurden. Die Webstube ist mit einem Handwebstuhl und Gerätschaften, die zur Flachsverarbeitung benötigt wurden, ausgestattet.

### Vereine
- Die DLRG Baunatal e. V. (Deutsche Lebens-Rettungs-Gesellschaft – DLRG) ist mit annähernd 600 Mitgliedern die größte DLRG-Ortsgruppe in Nordhessen, davon der größte Teil Kinder und Jugendliche. Die DLRG Baunatal e. V. richtet mit dem Bauna-Eder-Pokal den größten Rettungsvergleichswettkampf Hessens aus, an dem im Jahr 2005 38 Ortsgruppen aus ganz Deutschland mit etwa 1000 Sportlern teilnahmen.
- Der KSV Baunatal und Großenritter Sportverein Eintracht Baunatal sind die größten Sportvereine in der Stadt Baunatal.
- Der Verein Pinguine Baunatal ist ein u. a. in der IHD-Bundesliga aktiver Club, der den Vereinen GSV Eintracht Baunatal und KSV Baunatal angeschlossen ist.
- Deutscher Amateur-Radio-Club e. V. ist die Vereinigung der lizenzierten Funkamateure in Deutschland. Er betreibt das Amateurfunkzentrum Baunatal.
- Der Verein für Heimatgeschichte und Denkmalpflege Baunatal e. V. betreut die städtischen Museen und dokumentiert und präsentiert die Stadtgeschichte.

- Der Verein Großenritter Zeltkirmes e. V. ist der letzte Verein in Baunatal, der die Kirchweihe feiert und mit diesem Fest zahlreiche Besucher anlockt.
- Die Band „Volkswagen-Soundorchestra“ hat sich im Frühjahr 2018 gegründet. Entstanden ist die Band aus der gemeinsamen Idee von Jens Dembowski und Detlef Landeck, die Klänge und Geräusche, die bei Volkswagen den Alltag begleiten, in Musik einzubetten bzw. den Sound der Maschinen/Fabrik in Verbindung mit Musikinstrumenten in einer Symbiose zu vereinen. Trägerverein ist der Volkswagen-Soundorchestra e. V.

## Wirtschaft und Infrastruktur

### Ansässige Unternehmen

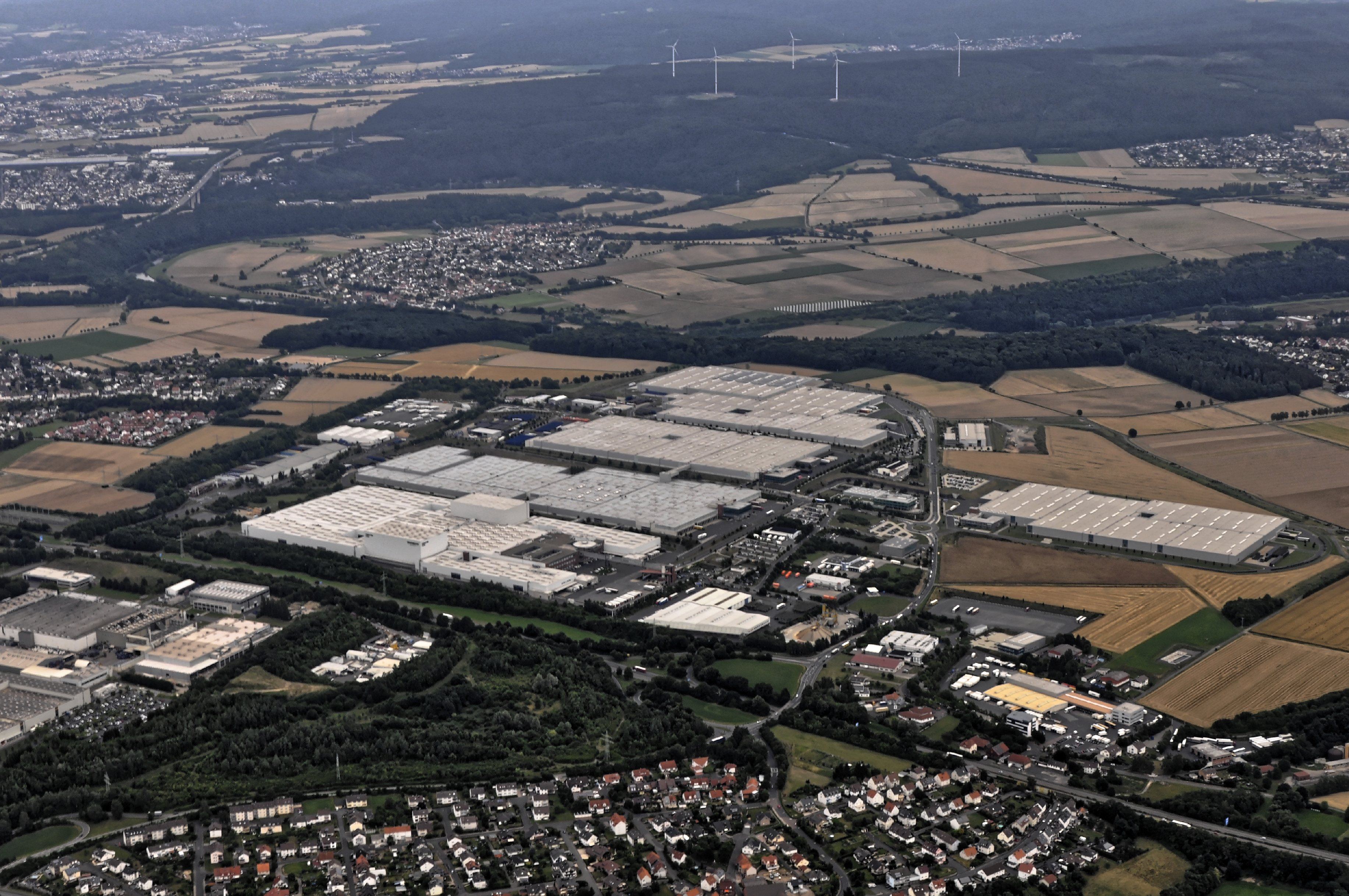
Volkswagen-Werk in Baunatal

Der größte Betrieb der Stadt und der gesamten Region Nordhessen ist das Volkswagenwerk, das jährlich über 4 Millionen Schalt- und Automatikgetriebe produziert. Die Leichtmetallgetriebegehäuse werden in eigenen Umschmelzanlagen und Druckgussmaschinen hergestellt. Daneben werden Abgasanlagen mit Katalysator, Dieselpartikelfilter sowie Pressteile von ca. 16.000 Mitarbeitern gefertigt. Darüber hinaus haben sich viele Zulieferer für VW und Speditionen in Baunatal angesiedelt. Zudem ist Baunatal Hauptsitz der Volkswagen Original Teile Logistik und verzeichnet aktuell fünf Original Teile Center mit 2.500 der 16.000 VW-Mitarbeitern.
Baunatal ist weiterhin der Standort der Hütt-Brauerei.

### Verkehr

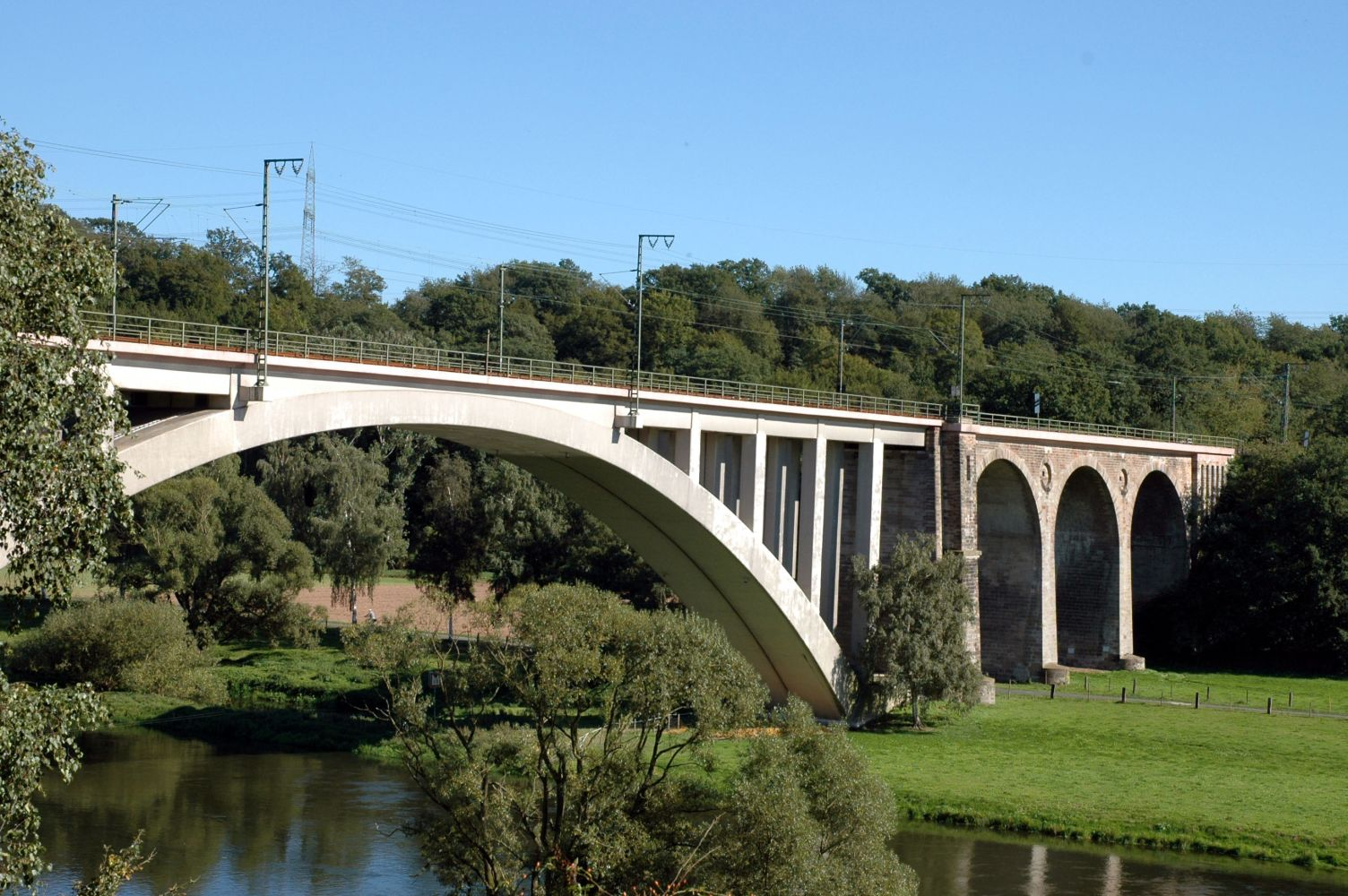
Fulda-Viadukt der Eisenbahnstrecke Bebra–Kassel bei Baunatal-Guntershausen

Baunatal liegt an den Bundesautobahnen A7, A44 und A49. Die Ortsteile Rengershausen und Guntershausen haben Haltepunkte an der Main-Weser-Bahn, an denen Regionalzüge und Züge der RegioTram Kassel halten. Der Bahnhof Baunatal-Guntershausen ist ein Keilbahnhof, an dem die Bahnstrecke von Bebra in die Main-Weser-Bahn mündet. Das Empfangsgebäude wurde ab 1846 nach einem Entwurf vom ersten Generaldirektor der kurhessischen Staatseisenbahnen Julius Eugen Ruhl erbaut.
Mit dem Nahverkehr in Kassel, insbesondere der Straßenbahn, ist eine Anbindung nach dem Tram-Train-Prinzip (über die ehemalige Bahnstrecke Kassel–Naumburg) vorhanden.
Im Fahrradklimatest des ADFC wurde Baunatal im Jahr 2024, ebenso wie 2022, 2020 und 2018 als die fahrradfreundlichste Stadt Deutschlands in der Kategorie 20.000–50.000 Einwohner ausgezeichnet.
Durch den Ortsteil Guntershausen führen folgende Radwanderwege:
- Der Hessische Radfernweg R1 (Fulda-Radweg) führt über 250 km von den Höhen der Rhön entlang der Fulda bis Bad Karlshafen an der Weser.
- Die D-Route 9 (Weser-Romantische Straße) führt von der Nordsee über Bremen, Kassel, Fulda und das Taubertal nach Füssen im Allgäu (1.197 km).

### Öffentliche Einrichtungen
- Die Stadthalle Baunatal ist Kongress- und Tagungszentrum und Ort für Musik und Unterhaltung; sie bietet Platz für bis zu 1000 Personen. Für Ausstellungen und Messen stehen 1.500 m² Fläche zur Verfügung.[30]

- Der Aqua-Park Baunatal ist das größte Freizeitbad in der Region Nordhessen. Das Bad verfügt über ein Freizeit- und ein Sportbad. Das Sportbad verfügt über ein Dach, das man je nach Wetterlage öffnen oder schließen kann. Das Freizeitbad verfügt über ein Schwimmer- und Nichtschwimmerbecken. Es gibt ein Springerbecken mit 1- und 3-Meter-Brett sowie 5-Meter-Turm und ein Außenbecken mit verschiedenen Massageanlagen. Außerdem hat das Bad zwei 80-Meter-Rutschen.[31]

- Der Stadtpark Baunatal im Zentrum von Baunatal im Stadtteil Altenbauna ist ein 50 Hektar großer Sport- und Freizeitpark. Inmitten der Parklandschaft befinden sich die Sporthalle, Rundsporthalle, Tennishalle sowie Freibad mit Hallenbad. Des Weiteren gibt es hier das Parkstadion mit Flutlicht sowie mehrere Sportübungsfelder, Spielplätze, Kindergärten, ein Jugendzentrum[32], die Theodor-Heuss-Schule und die KSV Sportwelt. Sehenswert ist der Skulpturenpfad Baunatal entlang der Bauna.

### Bildung

Theodor-Heuss-Schule

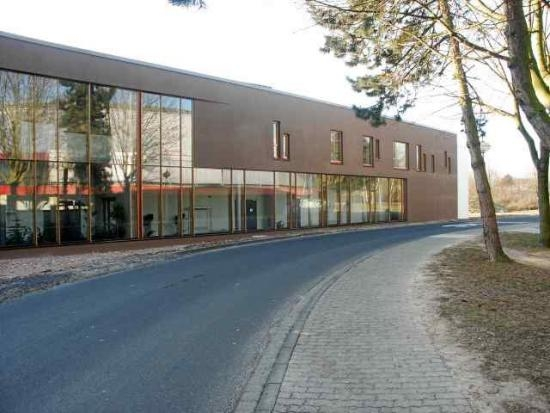
Musikschule

- Erich Kästner Schule, integrierte Gesamtschule
- Theodor-Heuss-Schule, kooperative Gesamtschule
- Langenbergschule, Grundschule im Stadtteil Großenritte
- Brüder-Grimm-Schule, Grundschule im Stadtteil Rengershausen
- Friedrich-Ebert-Schule, Grundschule im Stadtteil Altenbauna
- Grundschule am Stadtpark, Grundschule im Stadtteil Altenbauna
- Musikschule Baunatal e. V.
- Baunsbergschule, Förderschule für Lernhilfe, Sonderpädagogisches Beratungs- und Förderzentrum

## Sportstadt Baunatal
Aufgrund der Infrastruktur und des Vereinslebens hat sich die Stadt Baunatal selbst zur Sportstadt ernannt. Mit der Rundsporthalle und dem Parkstadion stehen zwei Wettkampfstätten von internationalem Format zur Verfügung. In Baunatal gibt es die Sportvereine KSV Baunatal und GSV Eintracht Baunatal mit zusammen über 10.000 Mitgliedern. Darüber hinaus gibt es den TSV Hertingshausen, die HSG Baunatal, den Tuspo 1912 Rengershausen, den TSV Guntershausen und AnadoluSpor Baunatal. Sportliche Aushängeschilder sind die Fußballmannschaft des KSV Baunatal (Fußballabteilung), die in der Hessenliga spielt, und die Handballer des GSV Eintracht Baunatal, die in der Saison 2014/15 in der 2. Bundesliga und ab der Saison 2015/2016 in der 3. Bundesliga spielen.
2017 wurde die deutsche Inlinehockey-Meisterschaft in Baunatal ausgetragen.

## Persönlichkeiten
- Hertingshausen (Adelsgeschlecht)
- Dorothea Viehmann (1755–1815), geboren in Rengershausen, Märchenerzählerin, eine der wichtigsten Quellen der Märchensammlung der Brüder Grimm
- Carl Grebe (1816–1890), geboren in Großenritte, Forstwirt
- Wilhelm Falckenheiner (1858–1932), geboren in Guntershausen, Bibliothekar und Autor
- Richard Schmincke (1875–1939), geboren in Altenritte, Arzt in Bad Elster und Rapallo, in Peking von Sun Yat-sen, Politiker (KPD)[34]
- Josef Köcher (1907–1997), Landtagsabgeordneter und Landrat des Landkreises Kassel, 1977 zum Ehrenbürger ernannt[35]
- Manfred Schaub (1957–2018), geboren in Altenbauna, Politiker (SPD), Bürgermeister von Baunatal
- Matthias Altenburg (* 1958), wuchs in Baunatal auf, Schriftsteller (unter dem Namen Jan Seghers Verfasser von Kriminalromanen)
- Stephan Kuhnert (* 1960), geboren in Baunatal, ehemaliger Fußballtorwart und Torwarttrainer
- Pamela Dutkiewicz (* 1991), wuchs in Baunatal auf, Leichtathletin